# Nowosiółki (rejon janowski)
Nowosiółki (biał. Навасёлкі, Nawasiołki; ros. Новосёлки, Nowosiołki) – wieś na Białorusi, w obwodzie brzeskim, w rejonie janowskim, w sielsowiecie Mołodów.

## Historia
W XIX i w początkach XX w. położone były w Rosji, w guberni mińskiej, w powiecie pińskim.
W dwudziestoleciu międzywojennym leżały w Polsce, w województwie poleskim, w powiecie pińskim, w gminie Porzecze. W 1921 wieś liczyła 110 mieszkańców, zamieszkałych w 21 budynkach, w tym 100 Polaków i 10 Białorusinów. 108 mieszkańców było wyznania prawosławnego i 2 rzymskokatolickiego.
Po II wojnie światowej w granicach Związku Sowieckiego. Od 1991 w niepodległej Białorusi.